# Lars Gathenhielm
Lars Andersson Gathenhielm, født Gathe (1689-1718) var en hallandsk skibsreder og kaper, som var aktiv under Den Store Nordiske Krig, hvor han i 1717 ejede 12 af de 18 svenske kaperskibe. Han tog navnet Gathe efter hjemgården Gatan, og da han i 1715 adledes, blev dette til Gathenhielm.